# Unter dem Astronautenmond
Unter dem Astronautenmond (englischer Originaltitel Rabbit Redux) ist ein 1971 erschienener vierteiliger Roman von John Updike. Die deutsche Übersetzung von Kai Molvig erschien 1973. Es ist der zweite Band der fünfteiligen Rabbit-Reihe, die 1960 mit Hasenherz begonnen hatte.

## Handlung
Der ehemalige Basketballstar Harry „Rabbit“ Angstrom, mittlerweile 36 Jahre alt, arbeitet jetzt als Schriftsetzer einer Lokalzeitung in seiner fiktionalen Geburtsstadt Brewer in Pennsylvania an der Seite seines Vaters. Er ist weiterhin ein passives Opfer privater und gesellschaftlicher Ereignisse. Seine Frau verlässt ihn und zieht zu ihrem griechischstämmigen Liebhaber, dem öligen Autoverkäufer Stavros. Harry und sein zwölfjähriger Sohn sind vereinsamt und ihre Situation wird ständig konterkariert mit dem damaligen chaotischen Zustand des Landes 1969, das sich im Vietnamkrieg und in schweren Rassenunruhen aufreibt, das immer höheren Drogenkonsum seiner Bürger zu verzeichnen hat und in dem das Fernsehen eine immer größere Bedeutung gewinnt. Der erste Teil des Romans steht auch deutlich unter dem Eindruck der ersten Mondlandung, die zeitgleich stattfindet. Daraus erklärt sich der deutsche Titel des Romans.
Updikes ständig wiederkehrende Themen Schuld, Sexualität und Tod verbinden sich mit der aktuellen politischen Lage. Harry vertritt in öffentlichen Diskussionen immer wieder den offiziellen amerikanischen Standpunkt, dass es legitim und notwendig sei, amerikanische Interessen in Vietnam zu verteidigen. Ebenso sieht er das gesellschaftliche Hochkommen der Schwarzen mit sehr gemischten Gefühlen, vor allem in seiner direkten Umgebung.
Das hindert ihn aber seltsamerweise nicht daran, zuerst ein 18-jähriges, weißes Hippiemädchen aus Connecticut namens Jill in sein Haus zu nehmen, die er in einem fast ausschließlich von Schwarzen besuchten Nachtclub kennengelernt hatte. Sie hat ihr reiches Elternhaus verlassen und zieht mit einem mittlerweile etwas derangierten weißen Porsche orientierungslos durch die Welt. In ihrem Gefolge erscheint wenig später ein polizeilich gesuchter Afroamerikaner namens Skeeter, der ebenfalls in Harrys Haus aufgenommen wird. Er ist ein zynischer und mit Größenfantasien behafteter Drogendealer und Veteran des Vietnamkrieges. Er sieht in sich den kommenden neuen Heiland. Die hitzigen und breit dargestellten Diskussionen zwischen Skeeter und Harry spiegeln die gesellschaftliche Situation der damaligen USA besonders deutlich wider. Hauptthemen sind die Herrschaftsstrukturen in den USA, die Vorherrschaft der Weißen über die Schwarzen und die Rolle des Vietnamkriegs in diesem Gefüge.
Jill freundet sich auch mit Harrys Sohn Nelson an, für den sie zur liebevollen älteren Schwester und wohl auch zur ersten fantasierten Sexualpartnerin wird. Alle vier zusammen bilden kurzfristig einen ziemlich chaotischen Haushalt, der von Updike als Persiflage auf die märchenhaften und unrealistischen Familien- und Gruppenlebenfantasien der damaligen Hippieszene inszeniert wird.
Die Nachbarschaft sieht die Anwesenheit dieser unangepassten Menschen, vor allem die des „Negers“, mit wachsendem Misstrauen. Eines Tages wird Harry von zwei Nachbarn außerhalb des Hauses daraufhin angesprochen und es wird ihm unmissverständlich angedroht, dass man nicht bereit sei, diesen Zustand länger zu dulden. Kurze Zeit später geht das Haus in Flammen auf und Jill kommt darin um. Die Polizei sieht in Skeeter den Schuldigen und sucht ihn. Im Roman selber wird aber deutlich, dass es sich um Brandstiftung der Nachbarschaft handelt.
Parallel dazu wird das langsame Sterben von Harrys Mutter geschildert, die Auseinandersetzung zwischen Harry und seiner von ihm getrennt lebenden Frau Janice über ihre eventuelle gemeinsame Zukunft und die ihres Sohnes, über den ebenfalls unbürgerlichen Lebensstil seiner Schwester Miriam, genannt Mim, die als Callgirl an der Westküste lebt und über seine eigene Zukunft.
Am Schluss des Romans verliert Harry seine Stellung als Schriftsetzer, weil die Computertechnik langsam in seine Arbeitswelt einzieht. Er hat seine Frau, seine Freundin, sein Haus und seine Stellung verloren und zieht in das Haus seiner Eltern, in das Haus seiner Kindheit zurück und sieht sich in Zukunft finanziell von der Rente seines Vaters abhängig. Er verabredet sich mit seiner Frau zu einem, möglicherweise sexuellen, Treffen und landet mit ihr in einem billigen Stundenhotel.